# Organização Internacional da Aviação Virtual
A Organização Internacional de Aviação Virtual, conhecida pela sigla IVAO (em inglês: International Virtual Aviation Organisation VZW), é uma organização sem fins lucrativos com sede na Bélgica que opera uma rede de simulação de voos online. Os usuários podem conectar-se à rede como controladores de tráfego aéreo ou pilotos virtuais, interagindo em um ambiente multijogador que utiliza procedimentos, fraseologia e técnicas de aviação do mundo real. No Brasil, a simulação é baseada nas publicações do Departamento de Controle do Espaço Aéreo (DECEA) e da Organização da Aviação Civil Internacional (ICAO). Até fevereiro de 2024, possuía 250 mil membros, sendo 3 mil ativos na divisão brasileira.
A IVAO utiliza-se de classificações para definir quais espaços uma pessoa pode controlar. Por exemplo, um membro iniciante que deseja controlar um aeroporto, poderá escolher apenas entre regionais, geralmente com pouco ou nenhum movimento. Ao longo de exames práticos e teóricos, o usuário tem a oportunidade de entender as normas da aviação e adquirir um conhecimento equiparado ao de aviadores reais, além de desbloquear novas posições de controle.
Além de ser utilizada como entretenimento por amantes da aviação, pilotos e controladores de tráfego aéreo reais usam a rede como forma de estudo, aplicando procedimentos reais para capacitação e treinamento.

A organização possui uma estrutura de gestão multifacetada para garantir que seja governada estrategicamente de forma justa, legal e transparente. Todos os serviços e software da IVAO serão sempre fornecidos gratuitamente, uma vez que os custos da organização são cobertos por doações privadas e patrocínios empresariais.